# Йенцер, Роланд
Роланд Курт Йенцер (нем. Roland Kurt Jenzer; 13 августа 1921, Берн — 22 октября 2013, Берн) — швейцарский хоккеист на траве, полевой игрок. Участник летних Олимпийских игр 1948 года.

## Биография
Роланд Йенцер родился 13 августа 1921 года в швейцарском городе Берн.
В 1940-е годы служил в швейцарской армии. В 1943 году получил звание лейтенанта, в 1948 году — первого лейтенанта пехоты.
Учился в школе в Невшателе. Получил профессии аптекаря и клерка. Более 30 лет работал в Тальвиле в компании Paul Eggimann AG, которая выпускала химическую и фармацевтическую продукцию.
В июле 1945 года был одним из основателей хоккейного клуба «Бернер-1945» и его активным членом, впоследствии президентом, а затем казначеем.
В 1948 году вошёл в состав сборной Швейцарии по хоккею на траве на летних Олимпийских играх в Лондоне, поделившей 5-6-е места. Играл в поле, провёл 2 матча, мячей не забивал.
В 1951 году завершил игровую карьеру после рождения сына. Тем не менее продолжал активную деятельность в хоккее на траве. В 1955 году создал в «Бернере-1945» юношескую секцию. С 1959 года был почётным членом клуба.
В 1967—1972 годах возглавлял техническую комиссии Швейцарской ассоциации хоккея на траве.
В дальнейшем вместе с сыном увлекался гольфом, сыграв более чем на 350 полях в разных странах. Кроме того, занимался филателией и карточными играми.
Умер 22 октября 2013 года в Берне.

## Семья
Имел четырёх братьев и сестёр.
Жена — Алиса Трюссель.